# 農産局
農産局（のうさんきょく）は、農林水産省の内部部局の一つ。米、麦、大豆などの園芸作物を一体で担当し、耕種農業の高収益化を推進する役割を担う。
2021年7月、生産局と政策統括官を統合し設置された。設立当時（2021年7月時点）では農産政策部長などを始めとした9課体制で運営されている。

## 組織
- 総務課
- 穀物課
- 園芸作物課
- 果樹・茶グループ
- 地域作物課
- 農産政策部
  - 企画課
  - 貿易業務課
  - 技術普及課
  - 農業環境対策課

## 歴代局長
| 代 | 氏名     | 在任期間                    | 前職                                 | 退任後の役職等 | 出典              |
| -- | -------- | --------------------------- | ------------------------------------ | -------------- | ----------------- |
| 1  | 平形雄策 | 2021年7月1日 - 2024年7月5日 | 生産局農産部長                       | 退職           | [ 3 ] [ 4 ] [ 5 ] |
| 2  | 松尾浩則 | 2024年7月5日 - 2025年7月1日 | 農林水産省大臣官房政策立案総括審議官 | 退職           | [ 4 ] [ 5 ]       |
| 3  | 山口靖   | 2025年7月1日 -              | 農林水産省大臣官房総括審議官         |                |                   |